# Жане, Пьер
Пьер Мари Феликс Жане́ (фр. Pierre-Marie-Félix Janet; 30 мая 1859, Париж — 24 февраля 1947, там же) — французский психолог, психиатр, невролог.

## Биография
Выпускник Парижского университета, ученик Жана Мартена Шарко. Сначала работал в Гавре, затем перебрался в Париж. С 1890 года — глава психологической лаборатории в клинике Сальпетриер (Париж). В 1892 году защитил диссертацию «Ментальное состояние истериков» (фр. L'état mental des hystériques). С 1898 года преподавал в Сорбонне, в 1902—1936 годах — профессор психологии в Коллеж де Франс. Почётный доктор Гарвардского университета (1936).
Умер в ночь с 23 на 24 февраля 1947 года в Париже от отёка лёгких. Похоронен на кладбище в г. Бур-ла-Рен (9 км от Парижа).

## Вклад в психологию
Проводя активную клиническую работу, Жане разработал «психологическую концепцию неврозов», основой которых он считал нарушение равновесия между высшими и низшими психическими функциями. Наблюдения, сделанные Жане в ходе его клинических исследований, предвосхитили некоторые идеи З. Фрейда. Однако, в отличие от психоанализа, Жане не проводил грани между нормальной и патологической психологией, а, рассматривая бессознательное, Жане ограничивал его простейшими формами психического автоматизма.
В 1920—1930-е годы Жане обратился к построению общей психологической теории, в рамках которой получили свою интерпретацию почти все психические явления. Рассматривая психологию как науку «о фактах сознания», Жане считал, что психология должна быть «объективной в том смысле, что её предметом должно быть непосредственно наблюдаемое…» При этом Жане старался избегать крайностей бихевиоризма, отмечая, что нужно рассматривать сознание «как особую форму акта, настраивающуюся над элементарным поведением…» Он разработал целую иерархическую систему различных форм поведения от элементарных рефлекторных актов до высших интеллектуальных действий. Труды Жане оказали большое влияние на развитие психологии, особенно французской, а также на формирование идей культурно-исторической теории Л. С. Выготского.

## Хронология исследований
- Под руководством Ж. Шарко в 1879—1885 годы исследовал истерию и истерический паралич. Считал, что суть истерии составляют своеобразное сужение поля сознания, расщепление сознания и выпадение части психофизических проявлений из-под контроля сознания.
- В 1889 году опубликовал работу «Психический автоматизм», в которой изложил концепцию высших (творческих, синтезирующих) и низших («автоматических») функций психики.
- В 1890 году по приглашению Ж. Шарко возглавил психологическую лабораторию психиатрической больницы Сальпетриер, в которой около 50 лет занимался исследованием и врачеванием неврозов. Создал тест кожной анастезии и шприц Жане.
- В 1895 по рекомендации Т. Рибо начал работать на кафедре экспериментальной и сравнительной психологии в Коллеже де Франс. Вскоре возглавил эту кафедру и руководил ей до 1934.
- В 1904 году совместно с Ж. Дюма основал «Журнал нормальной и патологической психологии» — один из ведущих психологических журналов Франции.
- В 1894 году ввел в оборот понятие «психастении». Выделил психастению в качестве самостоятельной формы психических заболеваний и создал биопсихологическую теорию психастении. Это состояние позже было названо болезнью Жане[6]. В исследованиях психологии личности особое значение придавал проблемам единства, различения и индивидуальности. Практиковал лечение сном и гипноз. Признавал главенство психологического фактора в гипнозе.

### Список произведений
- L'automatisme psychologique: Essai de psychologie expérimentale sur les formes inférieures de l'activité humaine. — Paris: Félix Alcan, 1889. — 496 p.
  - Психический автоматизм: Экспериментальное исследование низших форм психической деятельности человека. — СПб.: Наука, 2009. — 500 с. — (Психология сознания). — 1000 экз. — ISBN 978-5-02-026303-1.
- État mental des hystériques: Les accidents mentaux. — Paris: Rueff et Cie, 1894. — 304 p.
- Névroses et idées fixes. — Paris: Félix Alcan, 1898.
  - Volume I. Études expérimentales sur les troubles de la volonté, de l'attention, de la mémoire, sur les émotions, les idées obsédantes et leur traitement. — 3, 492 p.
  - Volume II. Fragments des leçons cliniques du mardi sur les névroses les maladies produites par le émotions, les idées obsédantes et leur traitement. — X, 559 p.
- Les obsessions et la psychasthénie. — Paris: Félix Alcan, 1903.
  - Volume I. — XII, 764, 32 p.
  - Volume II. — XXIV, 527, 30 p.
- The major symptoms of hysteria: Fifteen lectures given in the Medical school of Harvard University. — New York—London: Macmillan, 1907. — X, 345 p.
- Les névroses. — Paris: Ernest Flammarion, 1909. — 397 p.
  - Неврозы. — М.: Космос, 1911. — XI, 315 с.
- Les Médications psychologiques: Etudes historiques, psychologiques et cliniques sur les methodes de la psychotherapie. — Paris: Félix Alcan, 1919. — (Travaux de laboratoire de Psychologie de la Salpetriere).
  - Volume I. L'action morale, l'utilisation de l'automatisme. — 346 p.
  - Volume II. Les Economies psychologiques. — 308 p.
  - Volume III. Les acquisitions psychologiques. — 494 p.
  - 2-е изд.: La médecine psychologique. — Paris: Ernest Flammarion, 1923.
- De l'angoisse à l'extase: Etudes sur les croyances et les sentiments. — Paris: Félix Alcan. — (Travaux de laboratoire de Psychologie de la Salpetriere).
  - Volume I. Un délire religieux, la croyance. — 1926.
  - Volume II. Les sentiments fondamentaux. — 1928. — 697 p.
- «Эволюция памяти и понятие времени» (1928);
- L'évolution psychologique de la personnalité. — Paris, 1929.
  - Психологическая эволюция личности. — М.: Академический проект, 2010. — 399 с. — (Психологические технологии). — 2000 экз. — ISBN 978-5-8291-1144-1.
- «Любовь и ненависть» (1932);
- «Истоки интеллекта» (1935);
- «Предязыковой интеллект» (1936) и др.